# Escudo de Zaragoza

Escudo de la ciudad de Zaragoza.

El escudo de la ciudad de Zaragoza posee la siguiente descripción heráldica:
En un campo de gules (rojo) un león rampante de oro (amarillo o dorado), linguado, uñado, armado y coronado del mismo metal (color);
El timbre, corona real, abierta y sin diademas que es un círculo de oro, engastado de piedras preciosas, compuesto de ocho florones, visibles cinco, interpolados de perlas. El todo rodeado por una corona formada por dos ramas una de laurel y otra de palma, con una cinta cargada de las iniciales de los títulos concedidos a la ciudad.
El escudo de la ciudad de Zaragoza aparece documentado ya en el siglo XIII con un león rampante. Según Jerónimo de Blancas lo atribuyen al efímero homenaje a Alfonso VII de León en el siglo XII. Sin embargo, otros historiadores como Juan José Sánchez Badiola lo ven improbable dado que el siglo y medio transcurrido y la elevada frecuencia del león como símbolo heráldico, sería usado como muestra del carácter regio de la ciudad de forma paralela a su uso en el escudo de Pamplona.
La ciudad ostenta los títulos de:
- Muy Noble
- Muy Leal
- Muy Heroica
- Muy Benéfica, por decreto de 1886 tras la Epidemia de cólera de 1885 en Zaragoza
- Siempre Heroica, título que nace del alzamiento del pueblo zaragozano frente a la invasión del Ejército carlista, que tuvo lugar el 5 de marzo de 1838.
- Inmortal, otorgado tras su resistencia frente al ejército napoleónico en los sitios de Zaragoza durante la guerra de la Independencia.

La corona real abierta es la forma que tenía la antigua corona real aragonesa, usada hasta el siglo XVI, se emplea con mucha frecuencia en la heráldica de entidades territoriales menores, municipios y provincias de la Corona de Aragón.